# Rijksbeschermd gezicht 's-Gravenhage - Westbroekpark
Gezicht 's-Gravenhage - Westbroekpark is een van rijkswege beschermd stadsgezicht in de wijk Westbroekpark in Den Haag in de Nederlandse provincie Zuid-Holland. De procedure voor aanwijzing werd gestart op 9 december 1994. Het gebied werd op 6 september 1996 definitief aangewezen. Het beschermd gezicht beslaat een oppervlakte van 180,7 hectare.
Panden die binnen een beschermd gezicht vallen krijgen niet automatisch de status van beschermd monument. Wel zal de gemeente het bestemmingsplan aanpassen om nieuwe ontwikkelingen in het gebied te reguleren. De gezichtsbescherming richt zich op de stedenbouwkundige en cultuurhistorische waardering van een gebied en wil het toekomstig functioneren daarvan veiligstellen.